# 郵便事業福島ターミナル支店
郵便事業福島ターミナル支店（ゆうびんじぎょうふくしまターミナルしてん）は、かつて福島県須賀川市に所在していた郵便事業株式会社の支店である。

## 概要
住所：〒962-8998　福島県須賀川市滑川字中津沢26-1
ペリカン便を吸収・統合した新生「ゆうパック」専門の仕分け拠点として、統合が実施された2010年7月1日付で、福島県須賀川市に設置された。これによって、福島県の統括支店である郡山支店より、ゆうパックに関する区分業務を委譲された。
しかし、輸送体系の効率化を理由に、2011年8月28日を以って廃止され、当支店の業務は郡山支店に返上することになった。

## 沿革
- 2010年（平成22年）7月1日 - 福島県須賀川市にて、郵便事業福島ターミナル支店として新設。郡山支店よりゆうパックの統括業務を移行される。
- 2011年（平成23年）8月28日 - 廃止[1]。業務を郡山支店に返上。

## 取扱業務
- 福島県のゆうパックにおける、仕分区分業務。